# Partit Socialista d'Esquerra (Suècia)
El Partit Socialista d'Esquerra (en suec: Vänstersocialistiska partiet, VSP) va ser un partit socialista llibertari suec que va existir entre 1940 i 1963.

## Història
El partit es va formar en una conferència a Göteborg el diumenge 27 d'octubre de 1940. Es va formar com una escissió del Partit Socialista, amb Albin Ström al capdavant. El VSP es va centrar al voltant d'Albin i el seu cercle proper, principalment de Göteborg, que el van seguir en la escissió. El partit va mantenir contactes internacionals amb partits i grups membres o de l'entorn de la Lliga Obrera Internacional, així com amb partits que tenien connexions amb Iugoslàvia, com ara el Partit Obrer Independent Alemany.
Al 1945, seccions d'Estocolm es van separar i van formar el Partit Independent dels Treballadors, d'orientació trotskista.
Arbetarposten era la principal publicació del VSP, amb Ström com a editor. El diari va ser fundat el 1934. Durant la guerra, va patir diverses persecucions per part del govern i el diari va ser confiscat 24 vegades. Durant la guerra, va tenir una tirada d'uns 1.000 exemplars, que va augmentar a uns 1.500 després de la guerra. El diari es va distribuir principalment a Göteborg, i en menor mesura a Borås . Arbetarposten va deixar de publicar-se el 1961. Amb la mort d'Albin Ström el 1962, el diari va deixar de publicar-se i el partit es dissoldria poc després.

## Resultats electorals
| Any  | Vots  | %    | Escons  | +/- | Govern            |
| ---- | ----- | ---- | ------- | --- | ----------------- |
| 1940 | 898   | 0,03 | 0 / 230 | Nou | Extraparlamentari |
| 1944 | 1,677 | 0.05 | 0 / 230 | =   | Extraparlamentari |
| 1948 | 2,943 | 0.08 | 0 / 230 | =   | Extraparlamentari |
| 1952 | 2,302 | 0.06 | 0 / 230 | =   | Extraparlamentari |
| 1956 | 1,252 | 0.03 | 0 / 231 | =   | Extraparlamentari |
| 1958 | 1,008 | 0.03 | 0 / 231 | =   | Extraparlamentari |
| 1960 | 176   | 0.00 | 0 / 232 | =   | Extraparlamentari |